# Loki Entertainment Software
Loki Software, Inc. (anciennement Loki Games et Loki Entertainment Software) était une entreprise de développement de jeux vidéo spécialisée dans le portage de logiciels de Windows vers les plates-formes Linux.  
L'objectif de l'entreprise était d'intégrer des jeux sur Linux, elle réussit à atteindre son objectif, mais rencontrant des problèmes financiers la société ferme ses portes et finit par être dissoute en janvier 2002,. 

## Histoire
Loki est, dans la mythologie nordique, le dieu du feu et de la discorde. Loki Entertainment Software est fondée en août 1998, avec comme idée de fournir des jeux vidéo aux utilisateurs sous Linux (système d'exploitation le moins fourni dans ce domaine).
Dès la première année, le jeu Myth est porté sous Linux. Après avoir fonctionné quatre ans, la société Loki est liquidée. Elle fait don des codes sources à chacun des éditeurs dont les jeux avaient été portés par Loki, afin que ces éditeurs puissent continuer à proposer des versions Linux.
Pour faciliter le portage des jeux, elle fut à l'origine de la bibliothèque OpenAL (open audio library) qui est aujourd'hui utilisée par Creative Technology et Apple Inc..

## Production
1998 :
- Myth II : Le Fléau des âmes

1999 :
- Civilization: Call to Power
- Descent 3
- Heretic II
- Heroes of Might and Magic III: The Restoration of Erathia
- Quake III Arena: Elite Edition
- Railroad Tycoon II (ainsi que sa Gold Edition)
- Unreal Tournament

2000 :
- Eric's Ultimate Solitaire
- Heavy Gear II
- Heavy Metal: FAKK2
- SimCity 3000 Unlimited
- Soldier of Fortune

2001 : 
- Rune (ainsi que Rune: Halls of Valhalla)
- Sid Meier's Alpha Centauri: Planetary Pack
- Tribes 2

- Un portage de Deus Ex n'a pas pu être terminé mais un driver OpenGL pour le Unreal Engine, issu de ce port, a été inclus dans une ré-édition de la version Windows.
- Postal Plus